# Guana Batz
Pour les articles homonymes, voir Batz et Guana (homonymie).
Guana Batz est un groupe de psychobilly britannique, originaire de Feltham, dans le Middlesex. Il est l'un des premiers groupes de psychobilly, et est considéré comme influent dans l'histoire de ce style musical[réf. nécessaire]. Il est plus connu pour ses apparitions au Klubfoot, un des premiers clubs psycho.

## Biographie
À la base le groupe était formé de Pip Hancox (chant), Stuart Osbourne (guitare), Dave « Diddle » Turner (batterie) et Mick Wigfall (contrebasse). Wigfall est rapidement écarté du groupe par Osbourne qui préférait voir un bassiste intégrer le groupe. Mick White rejoignit donc le groupe en tant que bassiste. Cependant, en 1984, les Guana Batz décidèrent de jouer à nouveau avec un contrebassiste et remplacèrent Mike par Sam Sardi.
Diddle quitte le groupe en mai 1987, L'excitation des tournées était devenue trop dure à supporter pour lui, il choisit donc de consacrer son temps à sa petite amie et à son métier de charpentier. Il est remplacé par Johnny Bowler, le batteur des Get Smart. Quand Sam Sardi quitte le groupe, Bowler propose de le remplacer à la contrebasse et John Buck rejoignit le groupe en tant que nouveau batteur.
Le groupe se sépare en 1990, mais se reforme en 1996. Ils continuent de tourner à l'heure actuelle, mais n'ont aucun projet de futur album. Osbourne vit actuellement à Londres, et joue également dans le groupe The Unknows Plays. Hancox, Bowler et Buck sont partis s'installer à San Diego, en Californie. Ils jouent de temps en temps dans le sud de la Californie avec des ex-membres des Stray Cats sous le nom de The Guana Cats.
En été 2001, Diddle est décédé d'une crise cardiaque.

## Discographie

### Albums studio
- 1985 : Held Down to Vinyl... At Last
- 1986 : Lone Sharks
- 1987 : Live over London
- 1988 : Rough Edges
- 1990 : Electra Glide in Blue
- 1994 : Get around (Posthumous demos)
- 1996 : Powder Keg
- 1998 : The Peel Sessions

### Singles
- 1983 : You're so Fine / Rock 'n' in My Coffin
- 1984 : The Cave
- 1986 : See Through
- 1986 : I'm on Fire
- 1987 : Rock this Town

### Compilation
- 2001 : The Very Best of The Guana Batz